# Josep Ordeig
Josep Maria Ordeig Malagón (Vic, 6 marzo 1981) è un ex hockeista su pista spagnolo.

## Palmarès

### Club

#### Titoli nazionali
- Campionato spagnolo: 5

Barcellona: 2006-2007, 2007-2008, 2008-2009, 2009-2010, 2011-2012
- Coppa del Re: 5

Vic: 1999, 2015
Barcellona: 2007, 2011, 2012
- Supercoppa di Spagna: 4

Barcellona: 2007, 2008, 2011, 2012

#### Titoli internazionali
- CERH European League: 3

Barcellona: 2006-2007, 2007-2008, 2009-2010
- Coppa CERS/WSE: 1

Vic: 2000-2001
- Supercoppa d'Europa/Coppa Continentale: 4

Barcellona: 2006-2007, 2007-2008, 2008-2009, 2010-2011
- Coppa Intercontinentale: 3

Barcellona: 2006, 2008
Vic: 2016

### Nazionale
- Campionato mondiale: 4

San Jose 2005, Montreux 2007, Vigo 2009, San Juan 2011
- Campionato europeo: 4

La Roche-sur-Yon 2004, Monza 2006, Oviedo 2008, Wuppertal 2010